# Longman Dictionary of Contemporary English

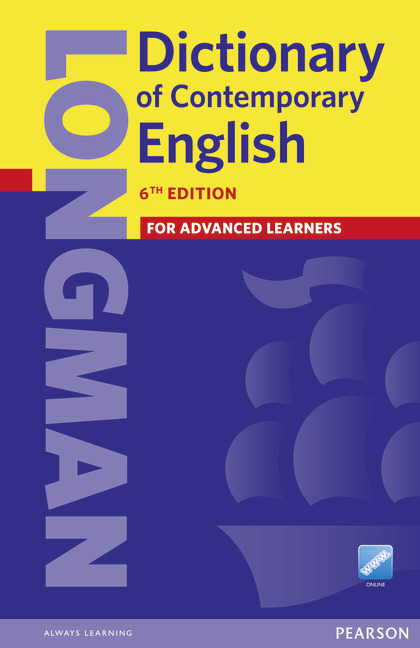

Longman Dictionary of Contemporary English (kurz: LDOCE) ist ein englisches Wörterbuch und wird von Longman seit 1978 publiziert. Das Wörterbuch kann in Papierform oder online gekauft werden.
Das LDOCE ist ein Advanced learner’s dictionary, also ein Wörterbuch, das für Leute, die die englische Sprache mindestens auf der Stufe B2 beherrschen, geeignet ist. Die Besonderheit der Longman-Wörterbücher ist hierbei, dass die Definitionen der gesuchten Wörter möglichst einfach erklärt werden, um Nicht-Muttersprachlern das Verstehen der Wörter zu erleichtern, daher ist das LDOCE besonders für Sprecher geeignet, deren Muttersprache nicht Englisch ist.
In Deutschland werden Longman’s Wörterbücher in Zusammenarbeit mit dem deutschen Verlag Langenscheidt herausgegeben. Zudem wird das Longman Dictionary an chinesischen Longman-Schulen verwendet.